# Arthonia apatetica
Arthonia apatetica är en lavart som först beskrevs av A. Massal., och fick sitt nu gällande namn av Theodor 'Thore' Magnus Fries. Arthonia apatetica ingår i släktet Arthonia och familjen Arthoniaceae.  Arten är reproducerande i Sverige. Inga underarter finns listade i Catalogue of Life.